# Charlot Salwai
Charlot Salwai, né le 24 avril 1963, est un homme d'État vanuatais, Premier ministre de Vanuatu de février 2016 à avril 2020 et d'octobre 2023 à février 2025.

## Biographie
Originaire de l'île de Pentecôte, Charlot Salwai fait partie de la minorité francophone du pays,.

### Études
Il effectue sa scolarité dans un collège technique en Nouvelle-Calédonie, puis au lycée Blaise Pascal de ce même pays, dans les années 1980. À l'issue du secondaire, il ne poursuit pas d'études supérieures et entre directement dans la vie active.

### Haut-fonctionnaire et député
Charlot Salwai est employé comme comptable par plusieurs institutions de son pays, dont la banque de développement entre 1987 et 1991. De 1991 à 1995, il est secrétaire privé du Premier ministre Maxime Carlot Korman. Il occupe ensuite une série de postes administratifs ou de conseiller dans divers ministères de 1996 à 2002. En 2002, il est élu député de l'île de Pentecôte au Parlement national, sous l'étiquette de l'Union des partis modérés (parti francophone de centre-droit). Il conserve son siège lors des élections législatives de 2004, 2008, 2012 et 2016. En 2012, il quitte l'UPM, et participe à la fondation du parti Mouvement de réunification pour le changement, composé d'autres transfuges de l'UPM.
Le Premier ministre Serge Vohor (UPM) le nomme ministre du Commerce en juillet 2004, puis ministre des Terres et des ressources naturelles d'août à décembre 2004. À la suite de la chute du gouvernement Vohor en décembre, Charlot Salwai est élu vice-chef de l'opposition parlementaire, face au gouvernement de Ham Lini (issue de la gauche anglophone). En septembre 2008, Edward Natapei, du Vanua'aku Pati, est élu Premier ministre à la tête d'un large gouvernement de coalition et nomme Salwai ministre de l'Éducation. En novembre 2012, le Premier ministre Sato Kilman le nomme ministre des Finances. En mars 2013, le gouvernement Kilman perd le pouvoir et Charlot Salwai devient chief whip de l'opposition parlementaire. En mai 2014, le nouveau Premier ministre Joe Natuman le nomme ministre de l'Intérieur. Il conserve ce poste jusqu'à la chute du gouvernement Natuman en juin 2015.

### Premier ministre
Le 11 février 2016, à la suite d'élections législatives, les députés le portent à la tête d'un large gouvernement de coalition, bien que son parti (RMC) n'ait que trois sièges au Parlement. Il est perçu comme un candidat de compromis entre les partis nationalistes, principalement anglophones, et les partis francophones de centre-droit.
Le 3 février 2021, Charlot Salwai est condamné à deux ans et trois mois de prison avec sursis pour parjure, et perd de ce fait son siège de député au Parlement. Le président de la République Tallis Obed Moses lui accorde en septembre la grâce présidentielle, en même temps qu'à deux autres anciens Premiers ministres : Joe Natuman, condamné en 2018 pour entrave à la justice, et Serge Vohor, condamné en 2015 pour corruption et entrave à la justice, emprisonné durant dix-huit mois et que le précédent président, Baldwin Lonsdale, avait refusé par principe de gracier.
Le 6 octobre 2023, le gouvernement dirigé par Sato Kilman est renversé par le vote d'une motion de censure au Parlement par 27 voix contre 0 et Charlot Salwai est élu Premier ministre par 29 voix.
En décembre 2023 il fait adopter par les députés un projet de loi visant à formaliser les partis politiques afin de stabiliser la vie politique du pays. Conformément à la Constitution, ce projet est soumis à un référendum, le premier de l'histoire du pays, qui se tient avec succès le 29 mai 2024.
En novembre 2024, faisant face à une énième motion de censure, Charlot Salwai obtient du président Nikenike Vurobaravu une dissolution du Parlement et la tenue de nouvelles élections anticipées pour janvier. Avec 11,7 % des voix, son parti progresse en termes de suffrages mais n'obtient que cinq sièges. Charlot Salwai renonce à briguer la direction du gouvernement et apporte son soutien à Jotham Napat dans le cadre d'une coalition.